# Ґаланта
Ґа́ланта (словац. Galanta, нім. Gallandau, угор. Galánta) — місто, громада, адмінцентр округу Ґаланта, Трнавський край, південно-західна Словаччина. Кадастрова площа громади — 33,913 км². Населення близько 16 тис. осіб.

## Історія
Вперше Ґаланта згадується в листі короля Бели IV 1237 року. В XVI столітті Ґаланта отримує право проведення ярмарків. У XVIII столітті Ґаланта стрімко розвивається як володіння княжого дому Естергазі. 1850 року тут будують залізниця, фабрики.

## Населення
| Рік:            | 1994.  | 2004.   | 2014.   | 2024.   |
| --------------- | ------ | ------- | ------- | ------- |
| Кількість осіб: | 16 823 | 16 000  | 14 977  | 15 358  |
| Різниця:        |        | -4,89 % | -6,39 % | +2,54 % |

| Рік:            | 2023.  | 2024.   |
| --------------- | ------ | ------- |
| Кількість осіб: | 15 339 | 15 358  |
| Різниця:        |        | +0,12 % |

## Пам'ятки архітектури
- Костел св. Стефана
- Ренесансний палац
- Неоготичний палац

## Галерея

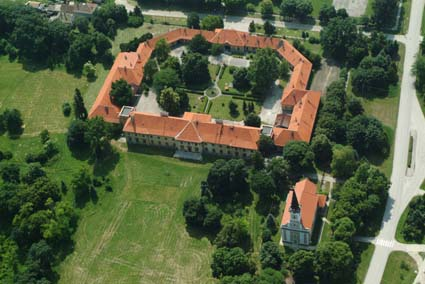
Ренесансний палац